# Taraxacum croceum
Taraxacum croceum — вид трав'янистих рослин родини Айстрові (Asteraceae), поширений у Ґренландії й Північній Європі. Етимологія: лат. croceus — «шафраново жовтий».

## Поширення
Країни поширення: Гренландія, Фарерські острови, Фінляндія, Швеція, Ісландія, Норвегія [вкл. Ян-Маєн], Північноєвропейська Росія. Taraxacum croceum вельми поширений в Ісландії, особливо в горах і пагорбах.